# اسلوپ کلاس آسپری
اسلوپ کلاس آسپری (به انگلیسی: Osprey-class sloop) یک کلاس از اسلوپ‌ها است که طول آن ۱۷۰ فوت (۵۱٫۸ متر) می‌باشد.